# Осташев, Аркадий Ильич
Аркадий Ильич Осташев (30 сентября 1925, д. Малое Васильево, Ногинского района, Московской области, СССР — 12 июля 1998, Москва, Россия) — советский и российский учёный, конструктор и испытатель ракетно-космических систем, инженер-механик, участник запуска первого искусственного спутника Земли и первого космонавта в космос, кандидат технических наук, доцент, лауреат Ленинской (1960) и Государственной (1979) премий, один из ведущих руководителей работ в области экспериментальной отработки изделий ракетной техники ОКБ-1, персональный пенсионер республиканского значения, ученик и соратник С. П. Королёва.

## Биография
Аркадий Осташев родился 30 сентября 1925 года года в деревне Малое Васильево (Ногинский район, Московская область). Мать — Осташева Серафима Васильевна Архивная копия от 23 мая 2013 на Wayback Machine (в девичестве Гирусова), 19 июля 1888 года рождения. Отец — Осташев Илья Васильевич Архивная копия от 23 мая 2013 на Wayback Machine, 17 июля 1881 года рождения.
В школьные годы Аркадий вместе со старшим братом Евгением под руководством журнала «Знание — сила» сконструировали и собрали телескоп с 10-кратным увеличением с необходимой станиной и механизмом вращения в двух плоскостях, линзы для окуляра и объектива редакция журнала выслала бесплатно. В него наблюдали Луну, мечтали о полётах на планеты Солнечной системы. Уже во втором классе Евгений начал учить Аркадия немецкому языку, убедив последнего, что немецкая наука и техника 1930-х годов — самая передовая в мире. А язык даёт возможность изучать передовую научно-техническую литературу, что и пригодилось на протяжении всей жизни Аркадия.
В 1942 году А. И. Осташев окончил 9 классов средней школы № 32 г. Электроугли. После окончания школы два с половиной месяца учился на подготовительных курсах при МАИ им. С. Орджоникидзе и сдал экзамены по программе 10-го класса, по результатам которых был зачислен в МАИ им. С. Орджоникидзе. На четвёртом курсе института А. И. Осташеву удалось ознакомиться с немецкими документами по ракетной технике, добытыми группой специалистов Архивная копия от 27 ноября 2019 на Wayback Machine, отправленных руководством страны в Германию после Великой Отечественной войны. После тщательного изучения достигнутого немецкими специалистами в ракетных разработках А. И. Осташев окончательно определился с темой дипломного проекта: «Составная ракета с крылатой последней ступенью», со спецчастью — устойчивость движения крылатой ступени. Но с такой темой дипломного проекта возникли трудности при выборе консультанта. Из-за новизны темы отказались консультировать:
- Декан факультета № 2 МАИ доктор технических наук, профессор, генерал-майор Мясищев Владимир Михайлович;
- Заместитель начальника ЛИИ доктор технических наук, профессор Остославский Иван Васильевич;
- Главный конструктор ОКБ-82 при заводе № 82 Пашинин, Михаил Михайлович.

После бесполезных поисков А. И. Осташев вернулся к декану своего факультета Мясищеву Владимиру Михайловичу, в кабинете находился помощник декана Гапоненко Михаил Прокопьевич, который, услышав о проблеме дипломника, посоветовал съездить в Подлипки к Сергею Павловичу Королёву. Так в 1947 году А. И. Осташев познакомился с С. П. Королёвым. И с 1947 года до окончания в 1948 году МАИ А. И. Осташев работал в отделе №3 специального конструкторского бюро НИИ-88 Министерства вооружений СССР старшим техником и под руководством Сергея Павловича Королёва готовил диплом к защите.
С 1948 по 1951 год работал инженером и старшим инженером в ОКБ-1 НИИ-88. Однажды в начале работы в СКБ-3 С. П. Королёв вызвал А. И. Осташева и спросил: «Жив ли отец, и какого года рождения сам?» Тот ответил, что отец умер в 1943 году, а рождение — 1925 год. Тогда Королёв предложил называть его творческим отцом с условием, что он будет следить и воспитывать молодого специалиста, и добавил в шутку: «Семи битых будешь стоить». С 1951 по 1953 год Осташев работал начальником группы отдела № 5 ОКБ-1 НИИ-88. В 1952 году окончил ВИК при МВТУ, также в этом году окончил со сдачей госэкзаменов ВУМЛ при Мытищинском ГК КПСС. С 1953 по 1959 год работал заместителем начальника отдела № 19 ОКБ-1. В 1956 году Осташев вступил в ряды КПСС.
С 1959 по 1969 год занимал должность начальника отдела № 721 ОКБ-1 и ЦКБЭМ МОМ. С 1969 по 1973 год — должность научного консультанта по испытаниям Главного конструктора  ЦКБЭМ МОМ. С 1973 по 1980 год — заместителя и руководителя комплекса № 7 (испытание ракет и КА) ЦКБЭМ МОМ (с 1974 комплекс № 10 НПО «Энергия» МОМ). В 1975 году А. И. Осташев был руководителем испытаний на техническом комплексе космодрома Байконур в качестве заместителя технического руководителя по российско-американской программе «ЭПАС».
С 1980 по 1986 год Осташев работал научным консультантом по испытаниям отд. № 102 и Главного конструктора НПО «Энергия» МОМ. С 1986 года — научным консультантом по испытаниям отд. № 382 и Главного конструктора НПО «Энергия» МОМ (с 1994 — РКК «Энергия» им. С. П. Королёва). Вся научно-инженерная деятельность А. И. Осташева с 1947 года была связана с разработкой и внедрением системы испытаний ракет и ракетно-космических комплексов. При эскизном проектировании ракеты Р-7 под руководством А. И. Осташева был создан том № 14 Архивная копия от 23 августа 2020 на Wayback Machine полностью посвящённый испытаниям ракет. Не обошлось без его участия и в разработке тактико-технических требований на создание полигонного измерительного комплекса (РУП Архивная копия от 28 марта 2014 на Wayback Machine) на Байконуре. Аркадий Ильич Осташев выступил автором и соавтором более 200 научных работ, статей и изобретений.
Кроме инженерной и научной работы А. И. Осташев вёл и преподавательскую деятельность.
Являясь с 1961 года доцентом кафедры «Комплексные системы измерений летательных аппаратов» МАИ им. С. Орджоникидзе, читал лекции на кафедре № 308.
Читал лекции для сотрудников предприятия по курсу «испытания ракетно-космической техники». Участвовал в написании истории развития предприятия и космической отрасли. Активно участвовал в Королёвских и Гагаринских научных чтениях.
В 1997 году американский писатель Дж. Харфорд издал книгу «Королёв», материалы для которой автор собирал несколько лет. Дж. Харфорд встречался и с А. И. Осташевым, и материалы интервью были использованы в книге, но с некоторыми неточностями. Получив от автора книги экземпляр и переведя его на русский язык, Осташев написал письмо-протест Дж. Харфорду.
А. И. Осташев умер 12 июля 1998 года на 73-м году жизни в г. Москва. По личному завещанию Аркадия Ильича Осташева он был кремирован для захоронения в могиле старшего брата — Евгения Ильича Осташева. В декабре 1998 года, после получения соответствующих согласований и разрешений от руководства Казахстана прах А. И. Осташева был перевезён женой и сыном в город Байконур и захоронен в братской могиле, где захоронен его старший брат, погибший 24 октября 1960 года на 41 площадке  космодрома Байконур при подготовке к пуску межконтинентальной ракеты Р-16.

## Семья
- Жена — Осташева (до замужества Васильева) Людмила Васильевна (1924—2003). В браке с 1949 года.
  - Дочь — Осташева Ольга Аркадьевна (1951 г.р.).
  - Сын — Осташев Михаил Аркадьевич (1956 г.р.)[11].

## Награды
За достигнутые результаты в профессиональной деятельности А. И. Осташев награждён:
- Медалью за доблестный труд в ВОВ 1941—1945 гг. — 1945 г.
- орденом Трудового Красного Знамени (Указ Президиума Верховного Совета СССР (с грифом «совершенно секретно») от 20 апреля 1956 г.) — За заслуги в деле создания дальних баллистических ракет и в связи с 10-летием ОКБ-1 — 1956 г.
- орденом Ленина — за создание и запуск первого искусственного спутника Земли — Указом Президиума Верховного Совета СССР № 264/38 от 21 декабря 1957 года. Медалью Академии наук СССР за первый спутник.
- Ленинской премией — Решением Комитета по Ленинским премиям в области науки и техники от 20 апреля 1960 года, "За открытие и исследование внешнего радиационного пояса Земли и исследование магнитного поля Земли и Луны".
- орденом Ленина — Указом Президиума Верховного Совета СССР № 253/34 от 17 июня 1961 года, За успешное выполнение специального задания Правительства по созданию образцов ракетной техники, космического корабля-спутника "Восток" и осуществление первого в мире полета этого корабля с человеком на борту".
- орденом Трудового Красного Знамени — Указом Президиума Верховного Совета СССР от 15 января 1976 года "За участие в осуществлении совместного космического полёта по программе "Союз" - "Аполлон".
- Государственной премией — Постановлением ЦК КПСС и Совета Министров СССР от 6 ноября 1979 года, "За работу в области космических исследований" (создание и внедрение методики испытаний грузовых кораблей «Прогресс»).
- Медалью «Ветеран труда».
- Юбилейной медалью «За доблестный труд (За воинскую доблесть). В ознаменование 100-летия со дня рождения Владимира Ильича Ленина».
- Другими медалями.
- Благодарность Президента Российской Федерации (9 апреля 1996 г.) — за большой личный вклад в развитие отечественной космонавтики[12].

В 1959 году А. И. Осташеву была присвоена учёная степень кандидат технических наук. За достигнутые результаты в профессиональной деятельности А. И. Осташеву была назначена персональная пенсия республиканского значения (характеристика для назначения персональной пенсии Архивная копия от 2 июня 2021 на Wayback Machine).
Именем А. И. Осташева названа звезда (Аркадия) в созвездии Весы.

## Память
- В музее на площадке № 2 космодрома Байконур организована экспозиция, посвящённая А. И. Осташеву.
- В г. Электроугли, Ногинского района, Московской области в краеведческом музее есть стенд, посвящённый братьям Осташевым. На доме № 17 в деревне Малое Васильево, где жили в детстве братья Осташевы[14], установлена мемориальная доска.
- В Москве в Мемориальном музее космонавтики хранятся личные вещи, фотографии и документы из домашнего архива А. И. Осташева.
- В музее предприятия, на котором А. И. Осташев проработал более 50 лет (РКК «Энергия»), есть материал, посвящённый ему (в зале "Трудовой Славы" первая витрина).
- В 1993 году в РГАНТД помещены биографические документы, документы творческой, общественной и научной деятельности А. И. Осташева.
- Ветеран космонавтики, житель города Королёв Московской области, соратник А. И. Осташева Геннадий Николаевич Артамонов написал стихи, посвящённые коллеге[15] (Геннадий Артамонов «Вехи памяти», стихи, 49 стр., г. Королёв, 2012 год, стр. 37).

- На фасаде многоквартирного дома № 17 по улице Циолковского в городе Королёв открыта мемориальная доска Аркадию Ильичу.

## Публикации
А. И. Осташев имеет публикации в книгах («Академик С. П. Королёв учёный, инженер, человек», «Начало космической эры», «Незабываемый Байконур», «Союз-Аполлон» Архивная копия от 19 июня 2015 на Wayback Machine и др.), журналах («Российский космос» № 10 2015 г. Архивная копия от 4 октября 2015 на Wayback Machine, «Наше наследие» 97/2011, «Наука и жизнь» № 1 1997 Архивная копия от 12 сентября 2021 на Wayback Machine и др.) и газетах по тематикам: испытания РКТ, история развития космонавтики, история развития СКБ-3, ОКБ-1, ЦКБЭМ, НПО «Энергия» и РКК «Энергия». В начале 90-х годов Аркадий Ильич был частым гостем в Мемориальном доме-музее академика С. П. Королёва. Он приходил, чтобы «наговорить» свои воспоминания на магнитофон. Из воспоминаний директора музея Л. А. Филиной:

"…Аркадий Ильич приводит целую россыпь эпизодов из жизни С. П. Королёва в Москве и на Байконуре, но в рассказах он никогда не подчёркивает свою роль, подчас ведущую, как будто он был рядом и только. Это умение смотреть со стороны, находясь в центре событий, эта умышленная отстранённость позволяет ему, словно хранителю ТАЙНЫ великого ВРЕМЕНИ, сберечь её, чтобы когда-то поделиться сокровенным, рассказать из первых уст...И ещё. С годами понимаешь, что самое трудное в жизни, как ни странно, это умение быть благодарным людям, без сроков давности сделанного тебе добра. Это качество было дано С.П.Королёву.  Вот и книга «Сергей Павлович Королёв - Гений XX века» написана не только лучшим учеником Школы Королёва, талантливейшим испытателем ракетной техники XX века, но и очень честным человеком,  оставшимся навсегда благодарным и преданным Главному Конструктору. " (Осташев А. И. Сергей Павлович Королев − гений XX века: прижизненные личные воспоминания об академике С. П. Королеве. — М.: Изд-во Московского гос. ун-та леса, 2010. — 128 с. — ISBN 978-5-8135-0510-2., стр.6) 

После смерти А. И. Осташева вышло два издания его книги «Испытание ракетно-космической техники — дело моей жизни. События и факты» (в 2001 и 2005 гг.). В 2010 издана книга «Сергей Павлович Королёв − гений XX века : прижизненные личные воспоминания об академике С. П. Королёве», материалы для которой А. И. Осташев собирал с момента работы на предприятии, руководимом С. П. Королёвым, и до 1998 года.